# Tanystola
Tanystola is een geslacht van vlinders van de familie van de Notodontidae (Tandvlinders), uit de onderfamilie van de Thaumetopoeinae (Processievlinders). De wetenschappelijke naam en de beschrijving van dit geslacht werden voor het eerst in 1922 gepubliceerd door Alfred Jefferis Turner.
De soorten van dit geslacht komen voor in Australië.

## Soorten
- Tanystola ochrogutta (Herrich-Schäffer, 1856)
- Tanystola isabella (White, 1841)